# دونبارتونشر غربی
دونبارتونشر غربی (به انگلیسی: West Dunbartonshire) یک شهرستان در بریتانیا است که در اسکاتلند واقع شده‌است.
این شهرستان ۱۵۹ کیلومتر مربع مساحت و ۹۱٬۰۰۰ نفر جمعیت دارد.